# Thánh Phêrô
Thánh Phêrô hay Thánh Peter (Tiếng Hy Lạp: Πέτρος, Pétros "Đá", Kêpha (Cephas), Phi-e-rơ, hoặc thỉnh thoảng là Simôn con ông Giôna; Tiếng Anh: Saint Peter) là tông đồ trưởng trong số mười hai Tông đồ của Chúa Giêsu. Thánh Phêrô được Chúa Giêsu trực tiếp trao quyền cai quản Hội Thánh. Ông là con trai của Giona và là em ruột của Thánh Anrê - một vị thánh khác trong 12 Tông đồ của Chúa Giêsu.
Nguồn sử liệu chính về cuộc đời của ông là sách Tân Ước mà chủ yếu là bốn sách Phúc Âm và sách Tông đồ Công vụ. Tân ước nhắc đến Phêrô khoảng 154 lần, dưới danh xưng Hy Lạp Petros, thường gắn liền với tên Do Thái Simêon (đọc theo kiểu Hy Lạp là "Simon"). Tên khai sinh của ông là Simon, và tên của cha là Giôna. Danh xưng tiếng Hy Lạp "Petros" gốc từ "petra" có nghĩa là "tảng đá", do Chúa Giêsu đặt cho ông; trong tiếng Aram là Kêpha (xuất hiện trong các thư của Thánh Phaolô).
Truyền thống Công giáo cho rằng ông là Giám Mục của Rôma và là vị Giáo Hoàng đầu tiên của Giáo hội Công giáo Rôma. Niên giám Tòa Thánh năm 1838 dưới triều đại của Giáo Hoàng Grêgôriô XVI cho rằng ông trở thành Giám mục Rôma vào năm 42 và ở ngôi trong vòng 25 năm. Niên giám Tòa Thánh năm 2003 xác định rằng thời gian bắt đầu triều đại của ông không rõ và kéo dài tới năm 64?. Phêrô cũng là người sáng lập nên Giáo Đoàn tại Antioch và là người lãnh đạo của cộng đồng tín hữu tại đây trong vòng 7 năm liền.

## Từ nguyên về các tên gọi của Thánh Phêrô

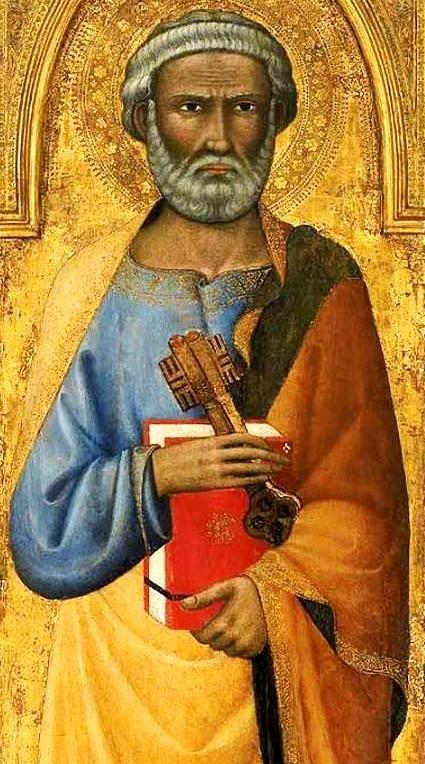
Tranh vẽ theo phong cách Frescoe về Thánh Phêrô đang cầm chìa khóa Nước Trời do họa sĩ Ý Andrea Vanni sáng tác, niên đại khoảng năm 1390.

Tên khai sinh của ông là Shimon, hay Simeon, Simon (tiếng Anh) và Si-mon (tiếng Việt). Về sau Chúa Giêsu đặt gọi ông là "Phêrô", theo tiếng La Tinh là "Petrus", một danh từ giống đực của danh từ giống cái petra mang nghĩa là "đá". Trong tiếng Hy Lạp, tên của ông là "Πέτρος (Petros)", cũng là dạng giống đực của πέτρα (petra) là "đá" - chú ý rằng chữ "petra" này là từ mượn gốc Hy Lạp của tiếng La Tinh. Trong nhiều trường hợp ông cũng được gọi là Si-mon Kê-pha; (Tiếng Aramaic:Šimʻōn Kêfâ; Tiếng Syriac: ܫܶܡܥܽܘܢ ܟ݁ܺܐܦ݂ܳܐ Sëmʻān Kêfâ), gọi theo tên của Phêrô trong tiếng Aram được Hy Lạp hóa.
Phiên bản tiếng Anh và tiếng Đức của chữ Phêrô là "Peter" (Pitơ), tiếng Pháp là "Pierre" (Pie), tiếng Ý là "Pietro" (Piêtrô), tiếng Tây Ban Nha và Bồ Đào Nha là "Pedro" (Pêđrô), tiếng Ba Lan và tiếng Nga là "Piotr" (Piốt). Các phiên bản (giống cái) của từ "đá" (petra) cũng tương đối khá giống nhau trong nhóm ngôn ngữ Rôman: tiếng Tây Ban Nha là piedra, tiếng Ý là pietra, tiếng Pháp là pierre, và tiếng Bồ Đào Nha là pedra.
Trong tiếng Aram và Syriac, từ "đá" dược gọi là "kêpha" (cephas), sang tiếng Hy Lạp nó trở thành chữ tiếng Hy Lạp: Πέτρος. Như vậy, trong nhiều trường hợp Phêrô cũng được gọi bằng các tên Simon Phêrô và Kêpha (Cephas (tiếng Hy Lạp: Κηφᾶς) hay Kepha (tiếng Hebrew: כיפא, cả Cephas và Kepha đều mang nghĩa là "đá").
Tuy nhiên, nhà thần học Công giáo Rudolf Pesch cho rằng từ cepha trong tiếng Aram mang nghĩa "cục đá, cục đất, cuộn" và "đá" chỉ là nghĩa rộng; trong khi đó từ tiếng Hy Lạp petra mang nghĩa "grown rock, dãy núi đá, vách đá, hang động" và petros có nghĩa là "tảng đá nhỏ, đá lửa, đá để ném, tảng đá lăn".

## Cuộc đời trong Kinh Thánh

### Gia đình

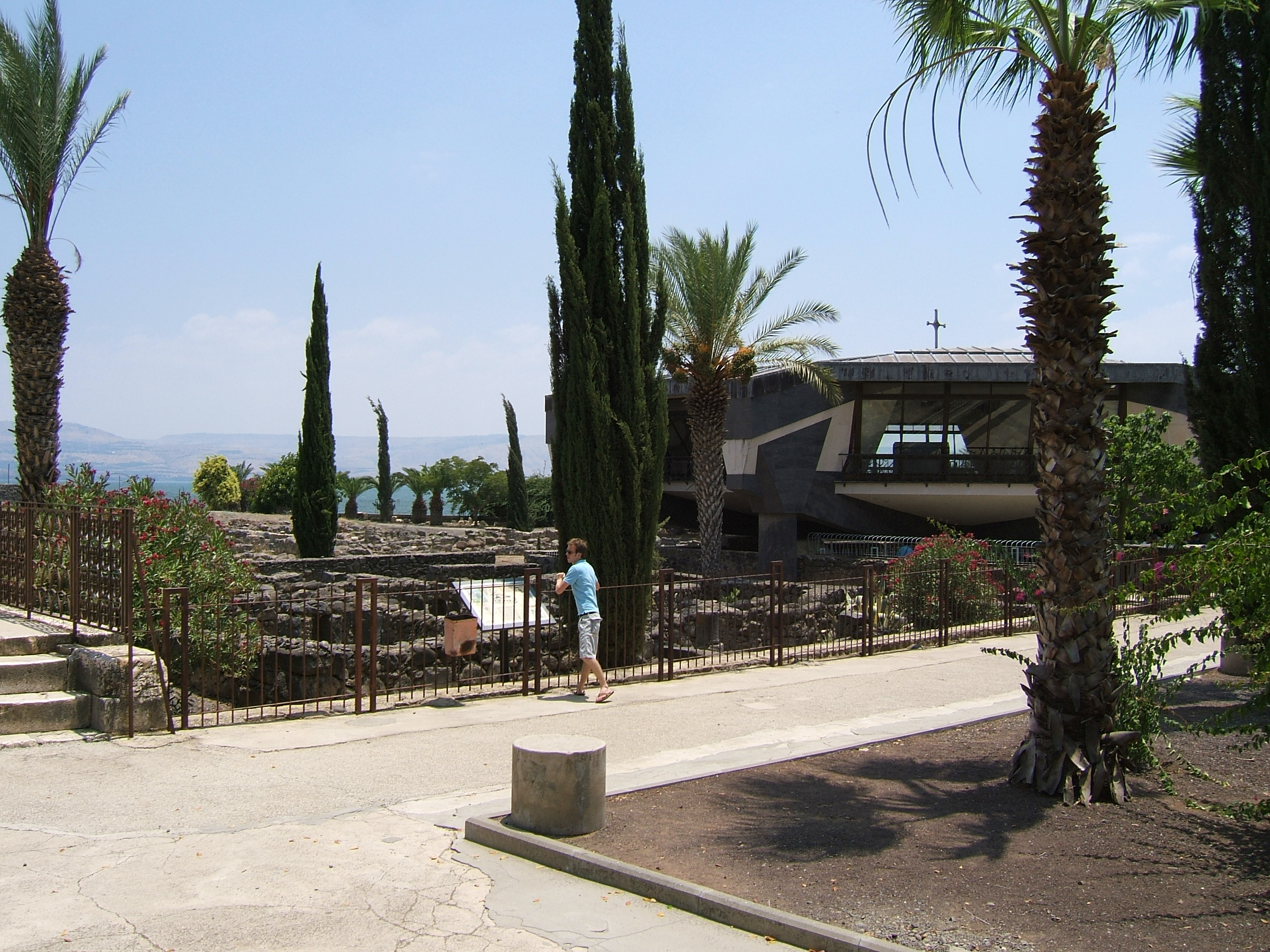
Tại Capernaum miền Bắc Biển hồ Galilea. Một nhà thờ Chính Thống giáo đã được xây dựng trên phần đất được xem là nhà của Phêrô xưa

Ông sinh tại Bethsaida, một thị trấn nhỏ thuộc miền Galilea, trên bờ hồ Tiberias, xứ Palestine. Ông đã có một người mẹ vợ chính thức được đề cập đến trong Kinh Thánh và được Chúa Giêsu chữa lành một cách kỳ diệu (Mátthêu 8:14-15, Luca 4:38, Máccô 1:29-31). Theo Clêmentê thành Alexandria thì Phêrô đã lập gia đình, có những đứa con, vợ của ông đã chịu đau khổ và chịu tử vì đạo.
Theo một số truyền thuyết có ít nhất từ thế kỷ thứ sáu thì con gái của Phêrô là Petronilla . Tại Vương cung Thánh đường Thánh Phêrô ở bàn thờ của Thánh Petronilla được vẽ bởi Guercino, 1623, Cristofari, 1730. Giáo hoàng Clement I  viết: " Phêrô và Philipphê là cha của những đứa trẻ; [...] Khi Thánh Phêrô nhìn thấy vợ của mình bị dẫn đi tử hình, ông đã rất hoan hỉ bởi vì lệnh đòi và sự trở về nhà cha của bà, bà là nguồn động viên, an ủi rất lớn và ông nói với bà: "Hãy nhớ tới Thiên Chúa". Đó là sự kết hợp của những vị thánh và họ là một sự sắp đặt hoàn hảo hướng về những gì thánh thiện nhất".
Thánh Phaolô có vẻ như đã nhắc tới vợ của Phêrô trong thư thứ nhất gửi tín hữu Côrintô: 
| “                                          | Phải chăng tôi không có quyền ăn uống, không có quyền đem theo một người chị em tín hữu như các tông đồ khác, như các anh em của Chúa và như ông Kêpha | ” |
| — Thư gửi tín hữu Côrintô chương 9, câu 5. | |   |

Sau này các nhà nghiên cứu Thánh Kinh cho biết nhân vật được gọi là "Bà nhạc" hoặc "Mẹ vợ" của Thánh Phê rô được dịch từ danh từ "penthera" trong tiếng Hy-lạp có nhiều ý nghĩa: nó thể hiểu về một phụ nữ được kết nạp vào gia đình, chẳng hạn như chị dâu em dâu, hay là bà mẹ kế. Đoạn Thư của Thánh Phaolô trên đây là dấu chỉ việc Thánh nhân nhắc đến người phụ nữ đó.

### Vị trí trong 12 tông đồ
Phêrô là em của Anrê. Hai ông làm nghề đánh cá ở Ca-phác-na-um bên cạnh hồ Galilê (Mátthêu 4, 13). Ông đã gặp Chúa Giêsu qua sự giới thiệu của Anrê. Ông đến gặp Chúa Giêsu và được Người đặt tên là Kê-pha (tức là Phêrô) (Gioan 1, 41-42). Phúc âm Luca cho chúng ta biết thêm: ông trở thành môn đệ của Chúa Giêsu sau khi Chúa cho ông đánh được một mẻ lưới đầy cá (Luca 5, 4:11).
Theo các sách Phúc âm (Máccô 1,16-18; Mátthêu 4,18-22; Luca 5,1-11; Gioan 1, 40-42), ông thuộc vào số những người đầu tiên được Đức Giêsu kêu gọi làm môn đệ (cùng với Anrê, Gioan và Giacôbê). Trong danh sách của 12 tông đồ, ông luôn được xếp hàng đầu (Máccô 3, 16-19; Mátthêu 10, 2-4; Luca 6, 14-16; xem thêm Công vụ 1,13). Tên của ông luôn được nhấn mạnh (Mátthêu 10,2): "Duodecim autem Apostolorum nomina haec: Primua Simon qui dicitur Patrus.." Sau đây là tên của mười hai Tông đồ đứng đầu là ông Simon, cũng gọi là Phêrô, Máccô 2, 14–16: Và Người lập nhóm mười hai để các ông ở lại với Người và để Người sai các ông đi rao giảng và đặt tên cho Simon là Phêrô. Luca 6: 13 -14: "Et cum dies factus esset, vocavit discipulos suos, et elegit duodecim ex ipsis Smonem quem cognominavit Petrum...(Đến sáng, Người kêu các môn đệ lại, chọn lấy mười hai ông. Đó là ông Simon mà người gọi là Phêrô. Trong nhiều dịp khác, Phêrô đã nhân danh các tông đồ khác mà nói (Mátthêu 15,15; 19, 27; Luca 12, 41). Khi Chúa Giêsu nói với các tông đồ thì Phêrô nhân danh họ (Mátthêu 16, 16). Chúa Giêsu cũng thường nói riêng với Phêrô (Mátthêu 26, 40; Luca 22, 31).

### Người giữ chìa khóa Nước Trời - Lãnh đạo của Giáo hội do chúa Giêsu thiết lập

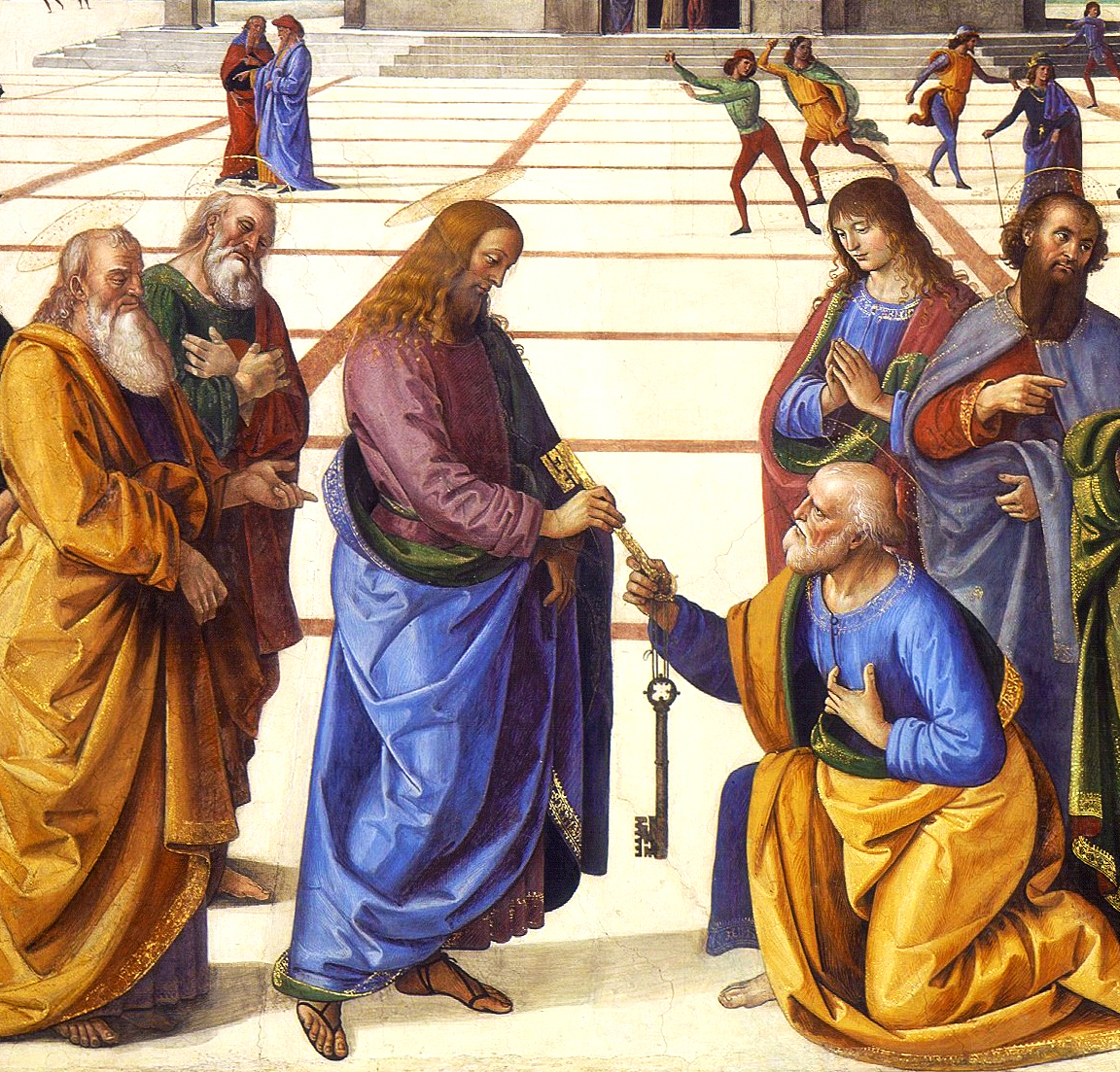
Đức Giêsu trao cho Phêrô chìa khóa nước trời, vẽ bởi Pietro Perugino (1481–82)

Đối với cộng đồng tín hữu Công giáo, bằng chứng quan trọng cho thấy Thánh Phêrô là lãnh đạo của Giáo hội do chúa Giêsu thiết lập được tìm thấy trong Kinh Thánh, câu Mátthêu 16, 17-39 và Gioan 21, 15-17. Cụ thể, khi đến vùng kế cận thành Caesarea Philippi, ông đã tuyên xưng Giê-su là Con Thiên Chúa. Và cũng chính tại đây, ông đã được Chúa Giê-su đặt là người đứng đầu tuyên bố tính thiên sai của Chúa Kitô và làm nền móng cho Giáo hội:
| “                    | Còn Thầy, Thầy bảo cho anh biết: anh là Phê-rô, nghĩa là tảng đá, trên tảng đá này, Thầy sẽ xây Hội Thánh của Thầy, và quyền lực tử thần sẽ không thắng nổi. Thầy sẽ trao cho anh chìa khóa Nước Trời: dưới đất, anh cầm buộc điều gì, trên trời cũng sẽ cầm buộc như vậy; dưới đất anh tháo cởi điều gì, trên trời cũng sẽ tháo cởi như vậy | ” |
| — Matthew 16, 18-19. | |   |

Đoạn văn trên được Giáo hội Công giáo lấy làm nền tảng khi nói về địa vị và vai trò của mình là Hội Thánh duy nhất do chính Chúa Giêsu lập với tính chất "thông công" trong dân Chúa.
Tuy nhiên, đã có những ý kiến phủ nhận việc Phêrô được Chúa Giêsu bổ nhiệm làm người đứng đầu Giáo hội. Nhà nghiên cứu Kitô giáo John Dominic Crossan đã khẳng định Chúa Giêsu không hề có ý định lập một giáo hội riêng biệt hay một tôn giáo riêng biệt, mặc dù ông không phủ nhận việc Chúa Giêsu có thể đã có những ý tưởng và chương trình cụ thể về việc thành lập một cộng đồng cư dân với tín ngưỡng làm mối dây liên kết. Nhà thần học Hans Küng cũng cho rằng Chúa Giêsu không hề có ý tưởng về việc thành lập một tôn giáo lớn được tổ chức bởi chính ông, và ý tưởng về một cộng đồng riêng biệt tách khỏi khối dân cư Do Thái cổ xưa hoàn toàn là "một nhân tố hậu Phục sinh", sáng tác ra bởi cộng đồng giáo dân tại Palétxtin, hay thậm chí trong giai đoạn muộn hơn bởi cộng đồng của Mátthêu. Bị định hướng bởi nhận thức mình đang sống trong giai đoạn mạt thế, Chúa Giêsu không hề tuyên xưng về một Giáo hội, về bản thân mình, mà về chính Nước Trời. Küng cũng chỉ ra rằng, nhiều chi tiết trong Thánh kinh cho thấy nhiều điều không hay ho về tư cách đạo đức và trình độ học thức của Phêrô, và không có bằng chứng đáng tin cậy nào cho thấy quyền lực pháp lý của Phêrô dưới tư cách là một lãnh tụ tối cao hay một "Giám mục thành Rôma"; rõ ràng mặc dù có ảnh hưởng nhất định, Phêrô đã phải chia sẻ quyền lãnh đạo với nhiều Tông đồ khác, tỉ như nhóm Mười Hai hay nhóm "ba cột trụ". Giáo sư thần học Uta-Ranke Heinemann thì nhận định: Giáo hội đã loan truyền việc Chúa Giêsu đã chết và đã sống lại thật sự, và các chi tiết về sự thành lập Giáo hội như việc tuyên bố Phêrô là "tảng đá" xây dựng nền móng Giáo hội. Trên thực tế, sau khi đạo Kitô được lan tỏa nhanh chóng trong cộng đồng dân cư thời đó, giáo hội đã nhận thức được tầm quan trọng then chốt của mối dây liên kết giữa cộng đồng tín hữu Kitô với các tông đồ của Chúa Giêsu, và đó là lý do để giáo hội Kitô thành lập sự liên hệ của mình với Thánh Phêrô.

### Đi trên mặt nước
Cả ba sách phúc âm (Mátthêu, Máccô và Gioan) đều ghi lại việc Chúa Giêsu đi trên mặt nước. Mátthêu còn mô tả thêm việc Phê-rô đi bộ trên mặt nước nhưng khi ông sợ hãi thì ông bắt đầu chìm (Mátthêu: 14, 28–31). Phêrô đã nhân danh các tông đồ khác biểu lộ lòng trung thành với Chúa Giêsu.
Sau khi nói về mầu nhiệm Mình và Máu của Người (Gioan 6, 35-59) nhiều người trong nhóm môn đệ đã bỏ Người mà đi (Gioan: 6, 66). Chúa Giêsu hỏi nhóm mười hai "Cả anh em nữa, anh em cũng muốn bỏ đi hay sao?" (Gioan 6, 67) thì Phêrô liền đáp:
"Thưa Thầy, bỏ Thầy thì chúng con biết theo ai? Thầy mới có những lời đem lại sự sống đời đời. Phần chúng con, chúng con đã tin và nhận biết rằng chính Thầy là đấng Thánh của Thiên Chúa". (Gioan 6, 68-69)
Cùng với Giacôbê và Gioan, ông Phêrô được chứng kiến vài biến cố quan trọng trong cuộc đời của Chúa Giêsu như khi Người cho con gái ông Giairô chết sống lại (Máccô 9, 1; Luca 8, 51); sự hiển dung của Đức Kitô (Mátthêu 9, 1; Luca 9, 22); cơn hấp hối của Người trong vườn Giếtsimani (Mátthêu 26, 37; Máccô 14, 33).

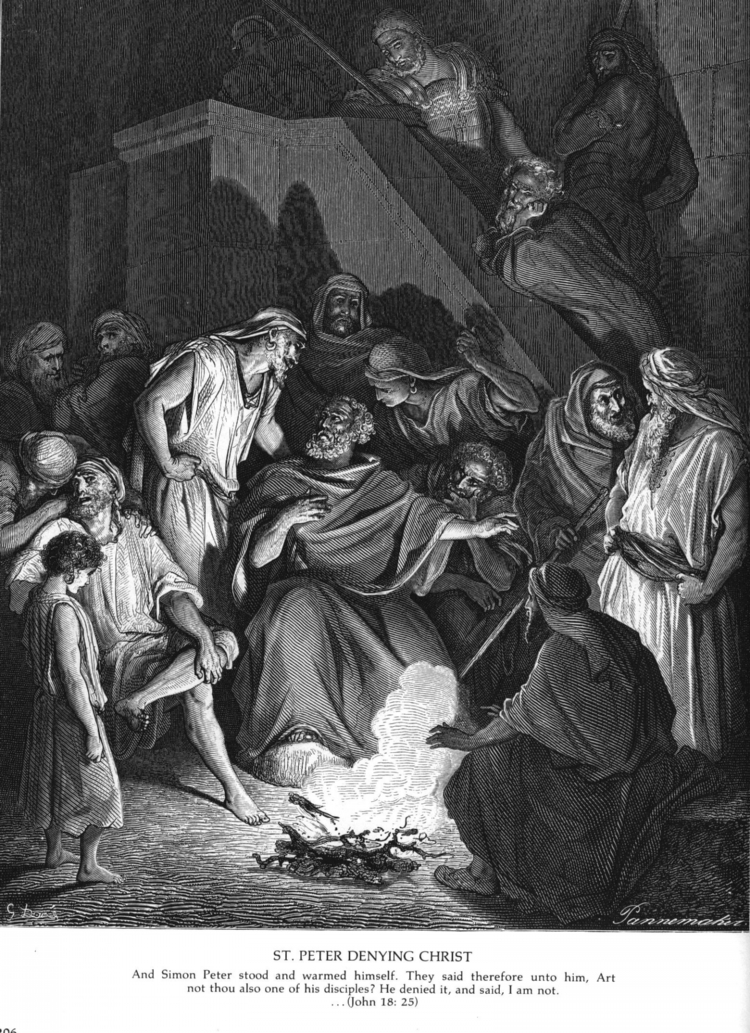
Thánh Phêrô chối Chúa Giêsu, vẽ bởi họa sĩ Gustave Doré

### Chối Chúa Giêsu
Tin mừng Gioan cho biết: trong bữa ăn tối cuối cùng trước khi chịu tử nạn, Chúa Giêsu đã rửa chân cho các môn đệ (Gioan 13, 5). Phêrô đã từ chối không để cho thầy rửa chân cho ông: "Thưa Thầy! Thầy mà lại rửa chân cho con sao?" và "Thầy mà rửa chân cho con, không đời nào con chịu đâu!" (Gioan 13, 6-7). Nhưng khi Chúa Giêsu nói "Nếu Thầy không rửa cho anh, anh sẽ chẳng được chung phần với Thầy" thì ông lại xin Chúa rửa cả tay và đầu của ông nữa (Gioan 13, 8-9).
Trong cuộc Tử nạn của Chúa Giêsu, mặc dù Phêrô đã cam đoan sẽ sống chết với Thầy cho dù các đồng bạn tháo chạy (Máccô 14, 29-31), nhưng đến khi Thầy bị bắt, thì ông đã chối mối quan hệ giữa ông và Thầy Giê-su ba lần (Mátthêu 14, 66-72). Tuy vậy, theo các tác giả Phúc âm, ba lần ông chối Thầy đã được Chúa Giêsu tiên báo: "Thầy bảo thật anh, nội đêm nay, gà chưa kịp gáy, thì anh đã chối Thầy ba lần" (Mátthêu 26, 30-35, Máccô 14, 26-31; Luca 22, 31-34; Gioan 13, 36–38). Ông đã được ơn hoán cải và hơn thế nữa, được ủy thác nhiệm vụ củng cố anh em mình "Và Thầy đã cầu nguyện để con khỏi mất đức tin. Và phần con, khi đã trở lại, con hãy làm cho anh em con vững tin." (Luca 22, 31-32).

### Chém đứt tai tên đầy tớ
Cả bốn phúc âm đều kể lại rằng: khi Chúa Giê-su bị bắt, một trong những kẻ theo Người liền vung tay, tuốt gươm và chém đứt tai phải một tên đầy tớ của thượng tế (Mátthêu 26, 51; Máccô 14, 47; Luca 22, 50; Gioan 18, 10–11). Phúc âm Gioan cho biết người tuốt gươm là Phêrô, còn tên đầy tớ bị chém đứt tai tên là Man-khô (Tiếng Anh: Malchus). Chúa Giêsu đã chữa liền tai cho tên đầy tớ (Luca 22, 51).

### Sau khi Chúa Giêsu sống lại

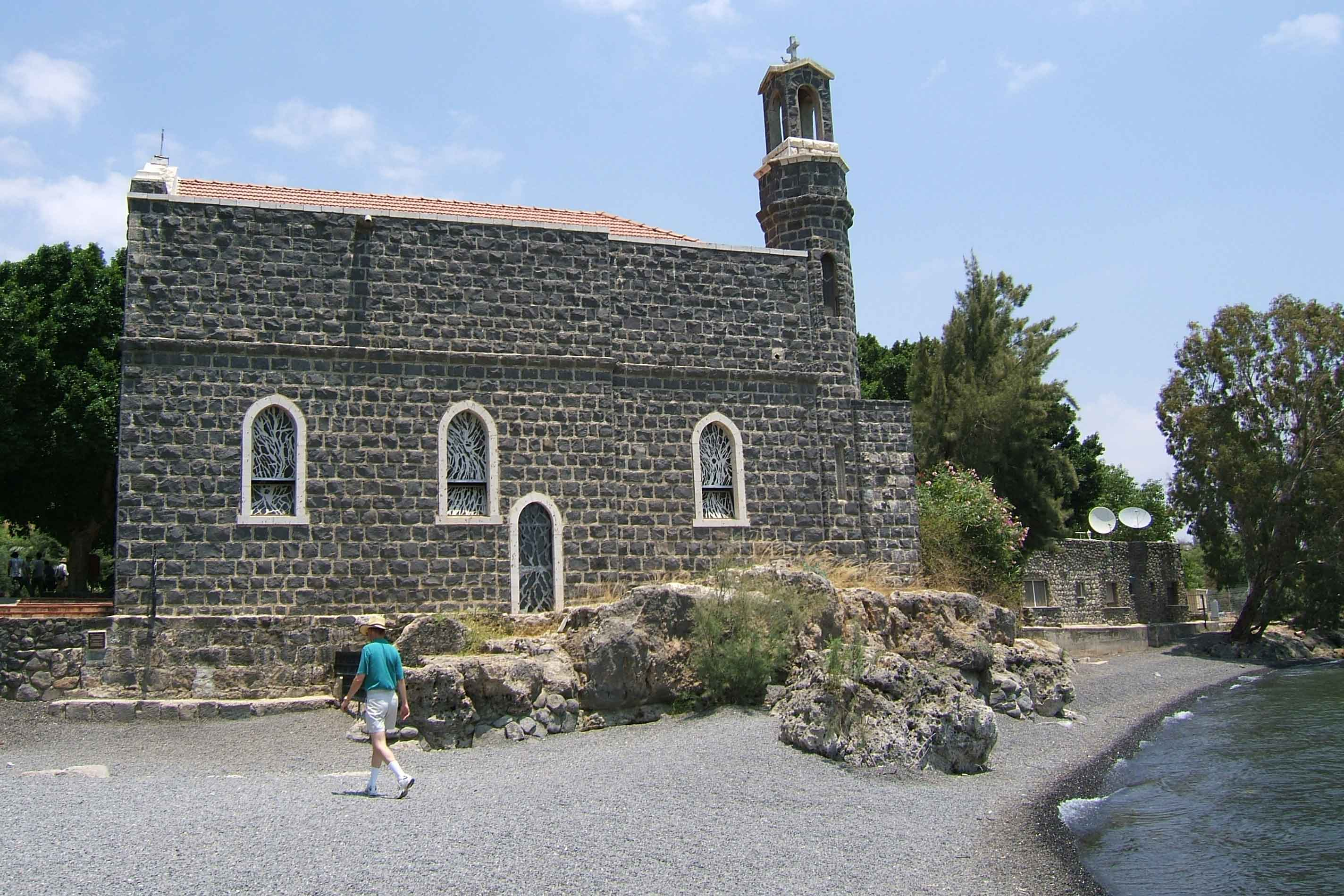
Một nhà thờ kính Thánh Phêrô đã được xây dựng bên cạnh biển hồ Galilê. Truyền thống cho rằng đây là nơi mà Chúa Giêsu đã hiện ra với Phêrô sau khi Chúa sống lại và trao cho ông quyền cai quản giáo hội.

Sau khi được bà Maria Mađalêna báo tin là xác của Chúa Giêsu đã biến mất thì Phêrô và môn đệ mà Chúa Giêsu yêu dấu đã chạy ra mộ. Hai ông đã kiểm chứng là không có dấu tích của sự xâm phạm, bởi vì các khăn vải còn y nguyên (Gioan 20, 6-7). Luca cũng nói tới việc Phêrô ra viếng mộ (Lc 24, 12). Vai trò của Phêrô trong cộng đồng tiên khởi được biểu lộ qua câu nói: "Chúa trỗi dậy thật rồi, và đã hiện ra với ông Simon" (Lc 24,34). Trong thư thứ nhất của Thánh Phao-lô gửi Côrintô, Phêrô (Kêpha) đứng đầu danh sách những người được Chúa hiện ra (1Cr 15, 5).
Trong các trình thuật sau khi Chúa Giêsu sống lại, Phêrô dẫn đầu các môn đệ khi Chúa hiện ra ở Galilê (Mc 14,28; xc. 16,7; Lc 24,34). Ở lần hiện ra thứ ba, Chúa Giê-su đã trao quyền chăn dắt đoàn chiên của Ngài cho Phê-rô:
| “                          | Đức Giê-su hỏi ông Simon Phê-rô: "Này anh Simon, con ông Gio-na, anh có mến thầy hơn các anh em này không?"ông đáp: Thưa Thầy có, Thầy biết con yêu mến Thầy" Đức Giê-su nói với ông "Hãy chăm sóc con chiên của Thầy". Người lại hỏi: "Này anh Simon, con ông Gio-na, anh có mến thầy không?" Ông đáp: Thưa Thầy có, Thầy biết con yêu mến Thầy. Người nói: "Hãy chăn dắt con chiên của Thầy". Người hỏi lần thứ ba: " "Này anh Simon, con ông Gio-na, anh có mến thầy không?" Ông Phê-rô buồn vì Người hỏi đến ba lần: "Anh có yên mến Thầy không?" Ông đáp: "Thưa Thầy, Thầy biết rõ mọi sự; Thầy biết con yêu mến Thầy". Đức Giê-su bảo: "hãy chăm sóc con chiên của Thầy. | ” |
| — Phúc âm Gioan 21, 15-17. | |   |

Thánh Gio-an cho biết Chúa Giê-su cũng ám chỉ ông sẽ phải chết thế nào để tôn vinh Thiên Chúa: "Thật, Thầy bảo thật cho anh biết: lúc còn trẻ, anh tự mình thắt lưng lấy... Nhưng khi đã về già, anh sẽ phải dang tay ra cho người khác thắt lưng và dẫn anh đến nơi anh chẳng muốn". (Ga 21, 18).

## Vai trò trong cộng đoàn sơ khai

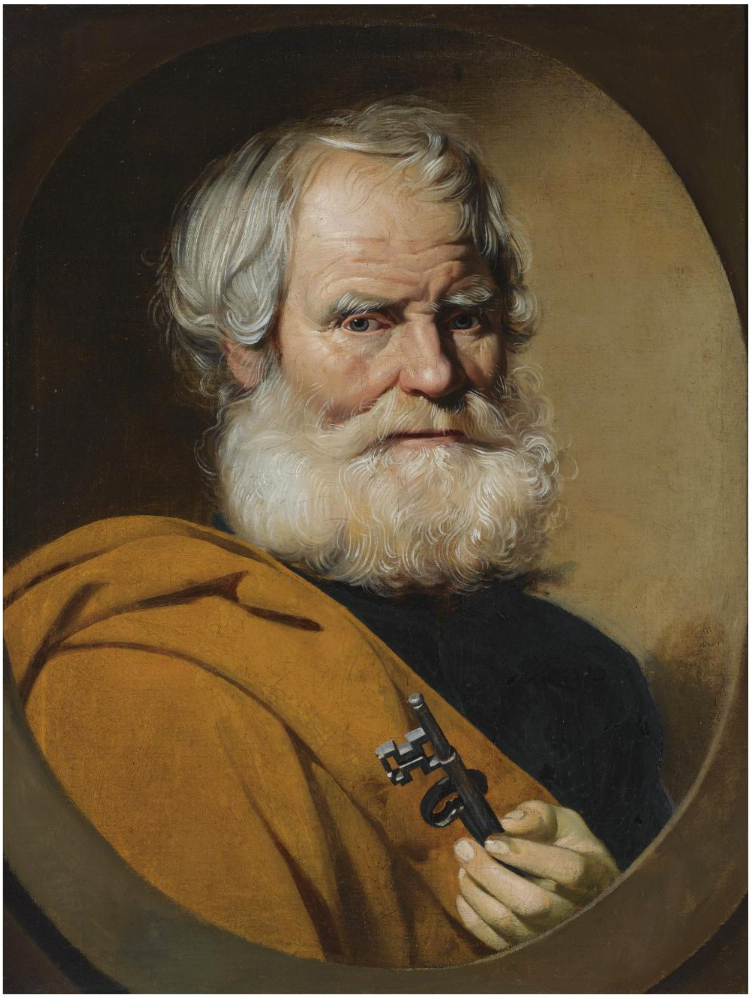
Tranh vẽ vị Thánh Phê-rô của họa sĩ lừng danh Jacob van Oost thế kỷ 17

Trong những chương đầu của sách Tông đồ công vụ, ta thấy hai ông Phêrô và Gioan thường xuất hiện với nhau khi làm chứng cho Chúa Phục sinh (Cv chương 3-4). Trong cộng đoàn các Kitô hữu tiên khởi tại Giêrusalem, Phêrô giữ vai trò lãnh đạo.
Chính ông chủ tọa việc bầu một tông đồ thay thế Giuđa Ítcariốt (Cv 1,15-26) và tiên phong rao giảng Tin mừng sau khi đã lãnh nhận Thánh Thần (Cv 2,14). Ngài chủ tọa Đại hội tại Giêrusalem (Cv chương 15) – thường được coi là công đồng đầu tiên. Khi lên Giêrusalem lần đầu tiên, ông Phaolô chỉ đi gặp ông Phêrô (Kêpha) và ông Giacôbê (Gl 1,18-19); về sau, ông Phaolô thêm ông Gioan nữa: cả ba họp thành "cột trụ của Giáo hội" (Gl 2,9).
Phép lạ Thánh Phê-rô chữa người què ở cửa đền thờ đã làm cho người ta để ý đến các tông đồ và cộng đoàn sơ khai. Công nghị Do Thái lo ngại, bắt giam Phêrô và Gioan. Trước một phiên toà, hai ông can đảm minh chứng cho Chúa Giê-su là Đức Cứu Thế. Bị đe dọa không được tiếp tục giảng hai ông thẳng thắn trả lời:
| “                      | Nghe lời các ông hơn là nghe lời Thiên Chúa, điều ấy có phải lẽ trước mặt Thiên Chúa không? các ông thử xét xem! Phần chúng tôi, những gì tai đã nghe, mắt đã thấy, chúng tôi không thể không nói ra. | ” |
| — Thánh Phêrô và Gioan | |   |

Sau khi ngăn đe lần nữa, họ thả hai ông về vì không tìm được cớ trừng trị hai ông. (Cv chương 4).
Chương 12 của sách Tông đồ công vụ thuận lại việc Phêrô bị bắt một lần nữa. Vua Hêrôđê cho bắt Phêrô, tống vào ngục và giao cho bốn tốp lính canh gác, mỗi tốp gồm bốn người, định sau Lễ Vượt qua sẽ điệu ông ra cho dân chúng. Thế nhưng ông đã được một thiên sư cứu cách lạ lùng ngay trong đêm trước ngày ông bị đem ra xử. (CV chương 12). Sau khi thông báo với những người còn lại việc ông được cứu thoát, ông đã ra đi đến một nơi khác. (Cv 12,17). Việc điều khiển Giáo hội Jêrusalem được trao cho ông James the Greater.
Các tác phẩm của Tân ước không cho ta biết chi tiết về hành trình của ông, nhất là kể từ sau Đại hội các Tông đồ tại Giêrusalem (Cv chương 15). Ở chương 8, (14-25) Phêrô cùng với Gioan đi thăm viếng các tân tòng tại Samari trở lại sau khi nghe ông Philippê giảng. Sang đến chương 9, (32-42) chúng ta thấy ngài hoạt động ở Giaffa (Giaphô) cũng thuộc miền Samari. Ở chương 10, ông đi Cesarêa, một thành phố thuộc miền ngoại đạo, vào nhà của ông Cornêliô. Nhóm bảo thủ đã trách móc ngài là vi phạm luật Môsê ngăn cấm chung đụng với dân ngoại (Cv 11,3).
Một số tài liệu cho rằng, ông rời khỏi Giêsusalem vào năm 44. Giám mục Êusêbiô Cêsarêa đã ghi lại một truyền thống lâu đời cho rằng Phêrô đi làm Giám mục Antiokia (Chronicon 2). Thánh Phaolô cũng nhắc đến việc Phêrô ở Antiokia trong Thư gửi tín hữu Galát (Gl 2,11). Điều này cũng được Origenes công nhận (InLucam Hom, VI). Sử gia Eusebius cho rằng ông Phêrô đã đi giảng Tin mừng cho người Do Thái cư ngụ tại các vùng Pon-tô, Ga-lát, Cáp-pa-đô-ki-a, A-xi-a và Bi-thy-ni-a (1 Pr, 1-2), nghĩa là ở miền bắc Tiểu Á. Một lưu truyền nữa ghi nhận hoạt động của Phêrô tại Côrintô, dựa theo Thư thứ nhất gửi tín hữu Côrintô của Phaolô để dàn xếp xiệc chia rẽ giữa ba phe đổi lập: Phao-lô, Kê-pha (tức Phê-rô) và Appollo (1Cr 1,10; 9,5).

## Đến Rôma
Thế kỷ II, trong thư gửi giáo dân Rô-ma, Thánh Đionisio (166-174) Giám mục Corinto cũng quả quyết giáo đoàn này do hai tông đồ Phêrô và Phaolô thành lập.
Không có tài liệu chắc chắn cho chúng ta biết là Phêrô đến Rô-ma vào năm nào. Các sử gia thời thượng cổ chỉ tin rằng Phêrô đã điều khiển giáo đoàn Rô-ma trong 25 năm. Truyền thống cho rằng, ông làm Giám mục ở Rô-ma từ năm 42. Tuy nhiên điều chắc chắn là vào khoảng năm 44, Phêrô mới đi khỏi Jêsusalem và năm 49 lại có mặt tại đó để chủ tọa công đồng.
Có sử gia cho rằng sau khi đi khỏi Jêsusalem vào năm 44, Phêrô đã qua Antiokia, rồi sang Rôma, rửa tội cho nhiều người trong số ấy có gia đình ông bà Aquila và Priscilla, và tổ chức một giáo đoàn khá lớn ở đó, song chỉ được mấy năm, vị tông đồ phải rút khỏi do lệnh của hoàng đế Claudius trục xuất người Do Thái vào khoảng năm 46.
Nhưng lại có ý kiến khác cho rằng, thời ấy nhiều giáo đoàn chỉ được một vị tông đồ ở xa điều khiển. Nếu Phaolô, đang khi ở Epheso vẫn điều khiển hai giáo đoàn Philip và Thessalonic mà không cần đến vị nào khác, thì Phêrô, tuy còn ở trong xứ Judea ngài cũng có thể điều khiển giáo đoàn Antiokia, Bithynia và Rô-ma nữa. Theo ý kiến này thì Phêrô chỉ tới Rôma sau năm 50.
Cho tới thế kỷ XIV, không có ai đưa ra nghi vấn về việc Phê-rô đến Rô-ma và chịu tử đạo tại đây. Nhưng đầu thế kỷ XIV, Marsillius thành Padua làm có vấn cho Ludwig xứ Bavaria, hoàng đế La Mã Thần Thánh (1328 – 1346) đã cho ra đời cuốn Defensor Pacis (1324) phủ nhận quyền tối thượng của ngôi Giáo hoàng, trong đó ông đưa ra nghi vấn về việc Phê-rô đến Rô-ma. Nhà thần học Hans Kung cũng chỉ ra, không có bất cứ chỗ nào trong Tân Ước cho thấy Phêrô đến Rôma, hay nhắc tới một người kế vị nào của Phêrô tại đây. Ngoài ra, các nhà khảo cổ học cũng chưa thành công trong việc thẩm định hoàn toàn về lăng mộ của ông bên dưới nhà thờ Thánh Phêrô.
Những căn cứ về việc Phê-rô tới thủ đô Rô-ma có thể kể đến là:
- Thư của Giáo hoàng Clêmentê gửi cho Côrintô (vào cuối thế kỷ thứ 1, khoảng năm 95-96), nói tới những cuộc bách hại vừa xảy đến cho các Kitô hữu vào thời Hoàng đế Nero, và Phêrô là một trong số các nạn nhân (1Cor 5,4-5).
- Thánh Inhaxiô Antiôkia khi viết thư cho giáo đoàn Rôma (khoảng năm 107), đã nói rằng "tôi không ra lệnh cho anh em như ông Phêrô và Phaolô đâu" (Ad Romanos 4,3); có vẻ như ngài đã thú nhận rằng uy tín của hai tông đồ rất đáng kể đối với cộng đoàn Rôma. Ở cuối thư thứ nhất của Phê-rô gửi Pontô, Galat, Cappadoxia, Asia, Bitinia, (5, 13), tác giả cho biết thư được viết từ Babilon, tức kinh thành giáo dân, thời đó quen ám chỉ Rô-ma.
- Từ hậu bán thế kỷ thứ 2, nhiều tác phẩm ra đời nói về các cuộc hành trình của Thánh Phêrô (Periodoi Petrou) cho tới lúc chịu tử đạo. Theo Giám mục Papias, Giám mục già ở Á Châu (Hiérapolis), người biết các môn đệ trực tiếp của các Tông Đồ thì phúc âm của Marcô là thủ bản ghi lại bài giảng của Thánh Phêrô ở Rô-ma. Bản văn của linh mục Gaius (thuộc hàng giáo sĩ Rôma) được viết khoảng năm 200 và được sử gia Eusêbiô trưng dẫn (Hist, Eccl, II, 25,7).
- Trong cuộc tranh luận với Prôclô, Gaius đã khẳng định hai ngôi mộ của Thánh Phêrô tại Vatican và của Thánh Phaolô trên con đường Ostiense. "Tôi sẽ chỉ cho quý vị đài tưởng niệm của hai tông đồ, hoặc quý vị tới đồi Vatican hay đi trên đường Ostia, quý vị sẽ thấy trước mắt đài kỷ niệm người thiết lập Giáo hội chúng ta". Ngoài ra còn có danh mục Libêriô (ghi danh sách các Giám mục Rôma tới thế kỷ IV) lập đời Giáo hoàng Libêriô (352-366); Thư của Thánh Irênê Giám mục Lyon khoảng 180 (Adv. Haereses); Thư của Giám mục Đề-ny (Dionisius) thành Côrintô đồng thời Thánh Irênê gửi giáo dân Rô-ma khoảng năm 170; Thư của Tertullianus (trong De Praescriptione Haeretic và Carminibus adv. Haereses). Origenes viết " Thánh Phê-rô đã đến Rô-ma và chịu đóng đinh lộn ngược". Khảo Cổ Học cho thấy từ thế kỷ III, các Kitô hữu ở Hang Toại Đạo đã kính nhớ hai Thánh Tông Đồ.

## Tử vì đạo

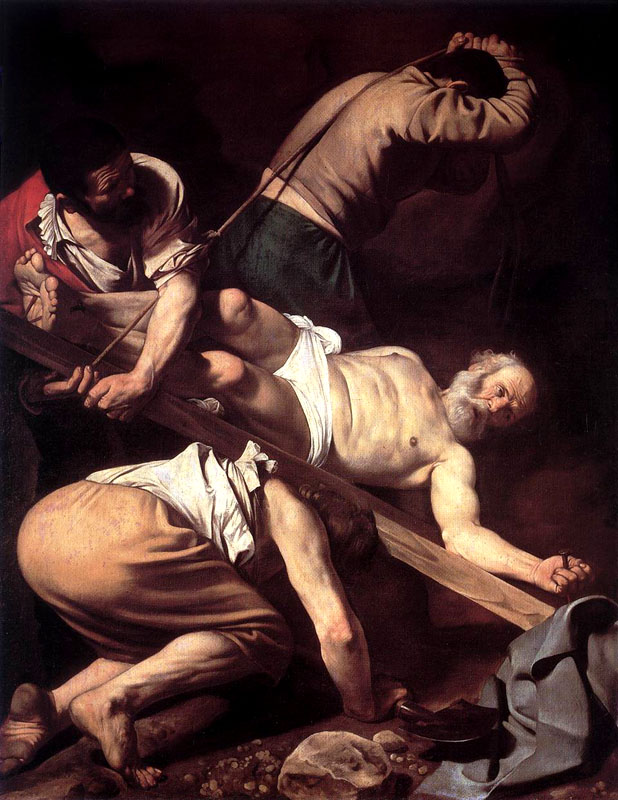
Mô tả cái chết của Thánh tông đồ Phêrô với hình Thánh giá ngược.

Tháng 8 năm 64, Hoàng đế Nero bắt đầu bách hại giáo dân Ki-tô giáo.
Theo một truyền tụng, Phê-rô quyết định đi khỏi Rôma tìm nơi trú ẩn. Nhưng trên con đường Appia, gần cửa Capena, ông đã gặp Chúa Giêsu vác thập giá trên vai. Phêrô hỏi: 
"Lạy Chúa, Chúa đi đâu?" (Quo Vadis, Domine?).
Chúa Giê-su đáp:
"Thầy vào thành Roma để chịu đóng đinh một lần nữa".
Phêrô hiểu ra ẩn ý của Chúa. Ông trở vào thành và chịu tử đạo. Sau này, người ta đã xây ngay chỗ Chúa hiện ra với Phê-rô một Thánh đường, mang danh hiệu Quo vadis, Domine? Vào thế kỷ thứ 3, nhiều tác phẩm ra đời (thí dụ: Công vụ của Phêrô), bổ túc thêm các chi tiết về việc Thánh Phêrô gặp Chúa Giê-su vác thập giá khi ông lánh nạn khỏi Rôma (cảnh Quo vadis), việc bị giam ở ngục Mamertina, và bị xử đóng đinh ngược đầu vào thập giá vì thấy không đáng được chết như Thầy mình.
Theo lưu truyền, Phê-rô bị bắt và bị tống giam. Tại nhà ngục, ông đã cảm hóa hai người lính canh ngục tên là Processus và Martinianus. Cả hai được rửa tội và tử đạo. Cuối cùng vì không có quốc tịch Rô-ma, ông bị kết án tử hình trên thập tự. Bị dẫn tới hý trường Caligula trên đồi Vatican, trông thấy thập giá, Phê-rô cảm thấy mình không xứng đáng được chết như thầy mình, đã yêu cầu được đóng đinh ngược.
Sau khi chết, thi hài của ông được chôn táng trong một nghĩa trang gần nơi xử, tức chỗ xây cất đền Thánh Phê-rô ngày nay trên đồi Vatican. Năm 258, chiếu chỉ Valerianus đe dọa các nghĩa trang Ki-tô giáo, người ta đem xác Thánh giấu trong hang tọa đạo trên đường Appia. Khi cơn bách hại lắng dịu, giáo dân lại đưa hài cốt trở về nơi cũ. Ngày 29 tháng 6 năm 258 ghi trong cuốn Martyrologium hieronimianm chưa chắc đã đúng.
Theo cuốn Liber Pontificialis thì chính Giáo hoàng Corneliô (vào khoảng năm 251, năm Decius chết và cuộc bách hại tạm ngưng) là người đã rước hài cốt thành Phê-rô và Phao-lô về đồi Vatican và đường Ostia. Nếu người ta nhận lưu truyền rằng hài cốt của hai Thánh tông đồ được cất giấu trong hang toại đạo suốt 40 năm, thì cuộc rước xương Thánh vào hầm mộ Thánh Sebastina phải từ thời Giáo hoàng Zepherinô (199 – 217) dưới triều Septimus-Severus. Năm 1915, khi người ta đào bới hang toại đạo, còn thấy trên tường 150 bút ký viết bằng chì những lời cầu khẩn của Phê-rô và Phao-lô.

## Hầm mộ

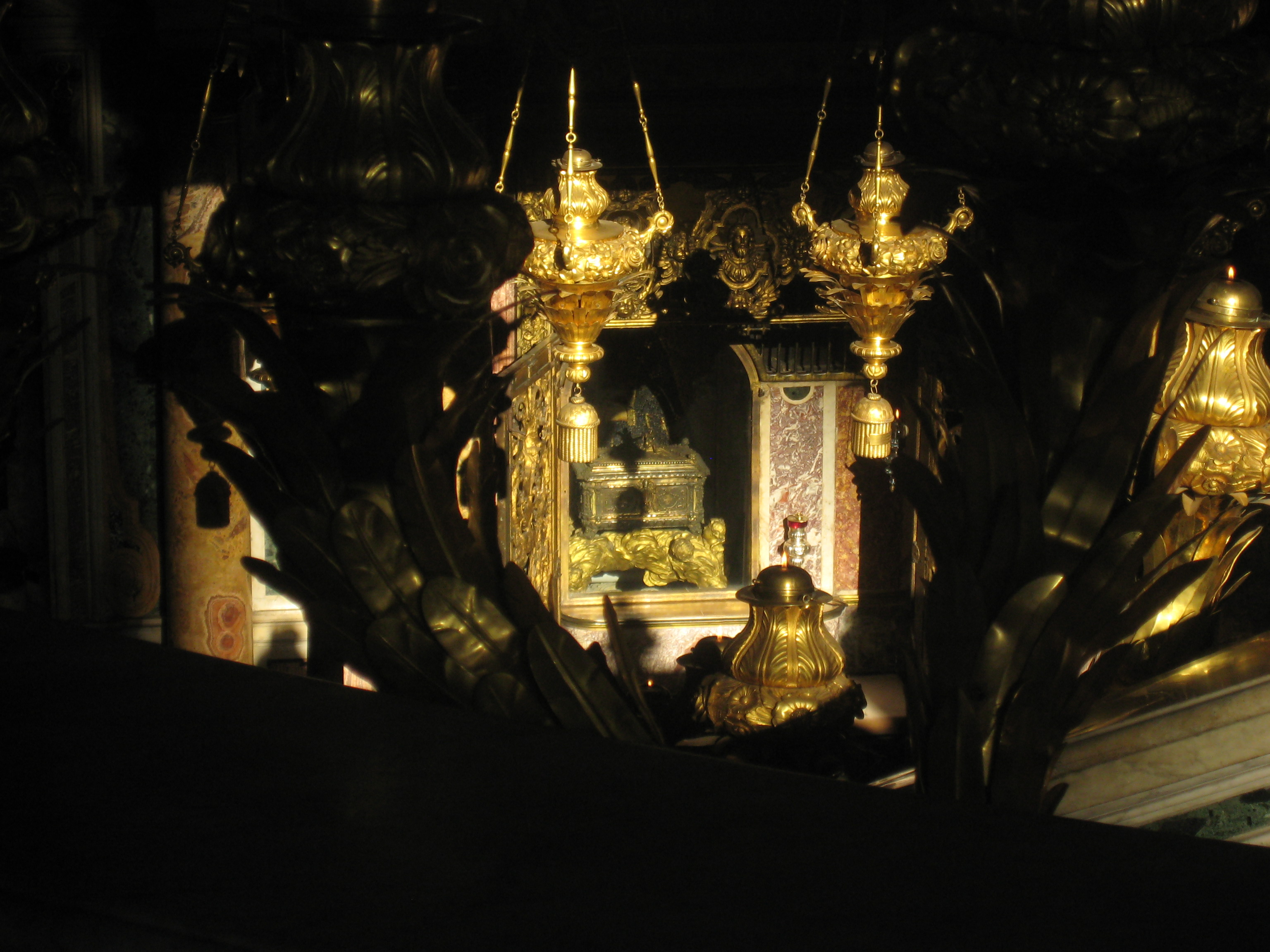
Hầm mộ của Thánh Phêrô dưới hầm Vương cung Thánh đường Thánh Phêrô, Rôma

Cho tới đầu thế kỷ XX đã không có vị Giáo hoàng nào nghĩ tới việc kiểm nghiệm khảo cổ mộ của Thánh Phêrô.
Năm 1939, các công nhân tu sửa khu hầm bên dưới nhà thờ Thánh Phêrô, nơi mai táng truyền thống của các Giáo hoàng, đã có một phát hiện đáng kinh ngạc. Ngay bên dưới sàn nhà, họ phát hiện ra một ngôi mộ La Mã cổ. Vài tháng sau khi được bầu làm Giáo hoàng, Giáo hoàng Piô XII đã ra lệnh bắt đầu các cuộc đào bới khảo cổ dưới nền đền thờ Thánh Phêrô, đặc biệt là dưới bàn thờ tuyên xưng đức tin, mà truyền thống liên tục từ xưa tới nay nói là có mộ của Thánh Phêrô.
Các cuộc đào bới do Linh mục Ludovico Kaas hướng dẫn, với sự trợ giúp của các nhà khảo cổ Enrico Josi, Linh mục Antonio Ferrua, Linh mục Engelbert Kirschbaum và kỹ sư kiến trúc Bruno Maria Apolloni Ghetti. Các cuộc đào bới đã kéo dài từ năm 1941 đến 1950 và đưa ra ánh sáng nghĩa trang thuộc thời tiền Kitô, cũng như nơi chôn cất Thánh Phêrô.
Ngay dưới bàn thờ, người ta tìm thấy một khu vực chôn cất lớn và một bức tường sơn đỏ. Trong một hốc tường là xương của một người đàn ông.
Năm 1967, Giáo hoàng Phaolô VI đã tuyên bố là Giáo hội đã tìm thấy hài cốt của Thánh Phêrô. Hiện nay Giáo hội công giáo mừng kính Thánh Phêrô vào ngày 29 tháng 6 cùng với Thánh Phaolô.

## Những ngày lễ kính Thánh Phêrô

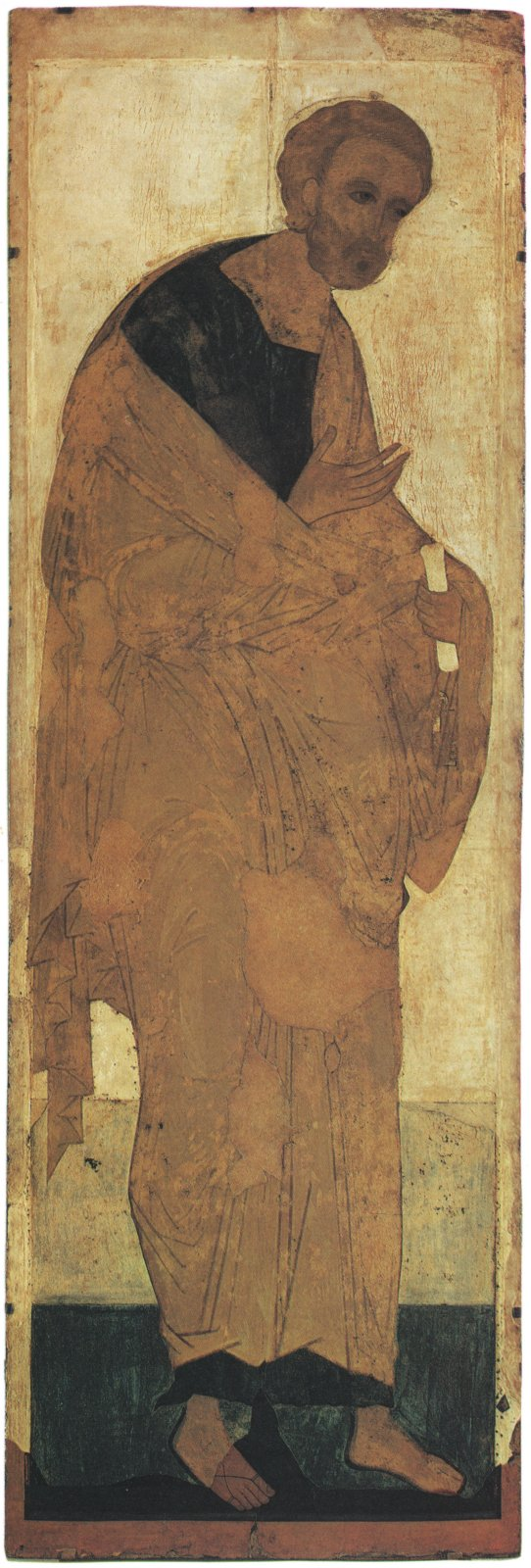
Hình ảnh Thánh Phêrô, khoảng thế kỷ thứ 15, bảo tàng quốc gia Nga, Saint Petersburg).

Vào thế kỷ IV, một lễ đã được cử hành để kính 2 Thánh Phêrô và Thánh Phaolô. Mặc dù ngày đó không cùng một ngày giữa Đông phương và Rôma. Danh mục tử đạo Syria vào thế kỷ IV, là một đoạn trích từ bản Hy Lạp liệt kê các Thánh được ghi sau Lễ Giáng Sinh: 26 tháng 12: Thánh Stêphanô; 27 tháng 12: Thánh Giacôbê và Gioan; 28 tháng 12: Thánh Phêrô và Phaolô.
Trong bài tán tụng Thánh Basiliô của Thánh Grêgôriô thành Nýt, cũng cho biết ngày lễ các tông đồ và Thánh Stêphanô tiếp ngay sau Lễ Sinh nhật. Người Armêni cũng cử hành lễ vào ngày 27 tháng 12; người theo phái Nestôriô thì vào ngày Thứ Năm thứ hai sau Lễ Hiển Linh. Rõ ràng ngày 28 (27) tháng 12 được dùng để kỷ niệm Thánh Phêrô và Phaolô đã được chọn tùy tiện, không có một truyền thống nào liên quan đến ngày tháng các Thánh qua đời.
Danh sách các lễ của các vị tử đạo trong thời kỳ của Philôcalô gắn lời ghi này vào thời điểm đó: "III. Kal. Jul. Pertri in Catacumbas et Pauli Ostience Tusco et Bassco Case". Quyển Martyrologium Hieronymianum" (Danh lục tử đạo của Giêrônimô) trong Berne M.S., có ghi đoạn sau đây ở ngày 29 tháng 6: Trên đường Aurêlia ở Rôma lễ sinh nhật của các Thánh tông đồ Phêrô và Phaolô, Phêrô ở vatican và Phaolô ở đường Ostiensê, và cả hai đều ở hầm mộ, đã chịu khổ hình dười thời Nêrô, còn Basso và Tusco làm quan chấp chính
Thời điểm năm 258 trong các lời ghi chứng tỏ rằng từ năm này, sự tưởng nhớ hai vị Tông đồ được cử hành vào ngày 29 tháng 6 trên đường Appia ad Catacumbas (gần nhà thờ Thánh Stêphanô ngoại thành) vì vào thời điểm này, hài cốt của các tông đồ đã được chuyển đến đó. Sau này, có lẽ khi xây dựng nhà thờ bên trên các ngôi mộ ở vatican và trên đường Ostiensê, các hài cốt đã được đưa về lại nơi an nghỉ trước đây; Hài cốt Thánh Phêrô về lại vương cung Thánh đường Vatican và hài cốt Thánh Phaolô về lại đường Ostiensê. Từ năm 248, lễ chính của họ là vào ngày 29 tháng 6; vào ngày này, lễ trọng thể được tổ chức trong ba nhà thờ nói trên từ thời xa xưa .
Một lễ thứ ba kính hai Tông đồ diễn ra vào ngày 1 tháng 8 hay còn gọi là Lễ kính xiềng xích của Thánh Phêrô. Lễ này nguyên thủy là lễ cung hiến nhà thờ của vị Tông đồ, được dựng lên trên đồi Esquilin vào thế kỷ thứ IV. Nhà thờ được Giáo hoàng Xíttô III (432-440) xây cất lại, do gia đình hoàng đế Byzantine trả chi phí. Sự Thánh hiến trọng thể diễn ra vào ngày 1 tháng 8, và đây là ngày cung hiến nhà thờ trước đây. Có lẽ ngày này đã được chọn để thay thế các lễ hội ngoại giáo diễn ra vào ngày 1 tháng 8. Bên trong nhà thờ này vẫn lưu giữ các xiềng xích được cho là của Thánh Phêrô .
Sự tưởng nhớ cả hai Thánh tông đồ Phêrô và Phaolô sau này cũng được kết hợp với hai nơi ở Rôma: Via Sacra, nơi mà người ta nói nhà phù thủy Simon đã bị ngã xuống khi Phêrô cầu nguyện và nhà tù Tullianum hay Carcer Mamertinus, nơi các tông đồ được cho là đã bị giam giữ cho đến khi hành hình. Ở cả hai nơi này, điện thờ các tông đồ đã được dựng lên và điện thờ của nhà tù Mamertinô vẫn còn trong hình dạng hầu như nguyên thủy của nó từ thời đại Rôma ban đầu.
Hiện này Giáo hội công giáo mừng kính Thánh Phêrô vào ngày 29 tháng 6 cùng với Thánh Phaolô.

## Những hình ảnh thể hiện Thánh Phêrô

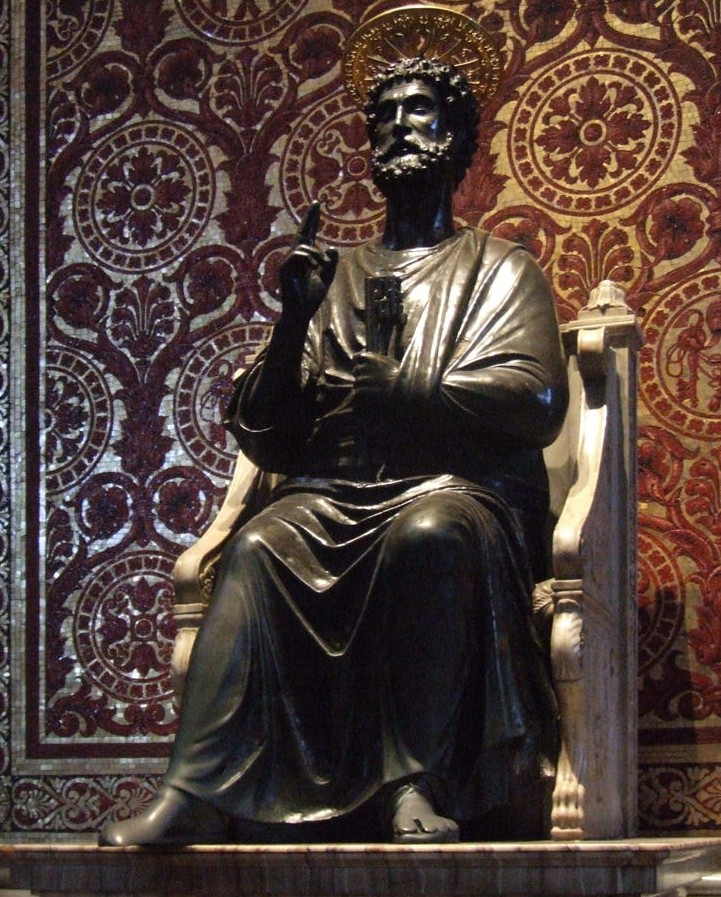
Tượng Thánh Phêrô - người được Giáo hội Công giáo xem như vị giáo hoàng đầu tiên. Bức tượng này được đặt tại Vương cung Thánh đường Thánh Phêrô ở Vatican bởi Giáo hoàng Piô IX.

Vật hiện còn lưu giữ được xưa nhất là tấm lắc bằng đồng thiếc có hình đầu của các tông đồ. Chúng có niên đại từ cuối thế kỷ II hoặc đầu thế kỷ III và hiện được bảo quản trong Viện bảo tàng Kitô giáo ở Thư viện Vatican. Trong đó Phêrô được thể hiện là một người có cái đầu mạnh mẽ, hơi tròn, xương hàm nhô lên, một cái trán hớt ra phía sau, to, tóc và râu xoắn. Diện mạo cá biệt đến nỗi phần nào thể hiện bản chất của một chân dung. Kiểu mẫu này cũng được tìm thấy trong hai hình ảnh thể hiện Thánh Phêrô trong một căn phòng của hầm mộ Phêrô và Marcellinô có từ hạ bán thế kỷ III.
Trong các bức họa của các hầm mộ, Thánh Phêrô và Thánh Phaolô thường xuất hiện như là đấng cầu bầu và các vị bào chữa cho những người chết trong các hình ảnh thể hiện sự Phán xét chúng và như đang đưa một người đang cầu nguyện (gương mặt cầu nguyện thể hiện người chết) vào Thiên Đàng.
Trong các bức họa của các hầm mộ và được khắc trên các quan tài bằng đá, hình ảnh thể hiện Chúa Giêsu ở giữa các tông đồ của người thì Phêrô và Phaolô luôn chiếm vị trí danh dự bên phải và bên trái đấng cứu độ. Trong các hình tranh trí ghép mảnh của các Vương cung Thánh đường Rôma, có từ thế kỷ IV đến thế kỷ IX, Đức Kitô xuất hiện như là gương mặt trung tâm cùng với Thánh Phêrô và Thánh Phaolô bên phải và bên trái, ngoài ra các vị này được đặc biệt tôn kính trong các nhà thờ riêng biệt.
Trên các quan tài bằng đá và trên các tượng đài tưởng niệm khác, xuất hiện các cảnh cuộc đời của Thánh Phêrô như cảnh: ông đi trên hồ Gennêsarét khi Chúa Kitô gọi ông đến từ chiếc thuyền; lời tiên tri về sự "chối thầy" của ông; sự rửa chân; sự cho Tabitha sống lại; sự bắt Phê-rô và dẫn ông đến nơi hành hình. Trên hai tấm kính mạ vàng, ông được thể hiện như ông Mô-sê đang dùng gậy đánh vào tảng đá cho nước vọt ra: tên Phê-rô bên dưới cảnh này chứng tỏ ông được xem là người dẫn dắt dân của Thiên chúa trong Tân ước.
Đặc biệt thường xuyên trong thời kỳ giữa thế kỷ IV và VI là cảnh trao Lề luật cho Phêrô, là cảnh xuất hiện trên nhiều tượng đài khác nhau. Đức Ky-tô đưa cho Thánh Phê-rô một cuộn giấy được gấp lại hoặc mở ra, trên đó thường là câu ghi Lex Domini (Luật của Chúa) hoặc Dominus legem dat (chúa ban lề luật). Trong lăng của Constantina ở Rô-ma 9S. Constanza, ở Via Nomentana, cảnh này được xem như là một cảnh sánh đôi với việc trao lề luật cho Môsê. trong các hình ảnh thể hiện trên các quân tài bằng đá thể kỷ V, chúa trao cho Phêrô (thay vì cuộn giấy) những chiếc chìa khóa. Trong các bản khắc của thế kỷ IV, Phêrô thường cầm một cây sậy.